# تأخیر پلک
تأخیر پلک (Lid lag) یا کندی حرکت پلک یک نشانه بالینی در معاینات پزشکی چشم است. تأخیر پلک وضعیتی ایستا (استاتیک) است که در آن طی معاینه وقتی پزشک از بیمار می‌خواهد که به سمت پایین نگاه کند، پلک فوقانی بالاتر از حد طبیعی قرار می‌گیرد. این نشانه بالینی اغلب علامتی از بیماری تیروئید چشم است، اما ممکن است با تغییرات سیکاتریسیال در پلک یا در پتوز مادرزادی نیز رخ دهد. تأخیر پلک همچنین می‌تواند تظاهر کموز (ادم ملتحمه) باشد. کندی پلک ممکن است یکطرفه یا دوطرفه باشد. مصرف سیگار بیماری تیروئید چشم را تشدید می‌کند.

## افتراق
- نشانهٔ فون گِـرِفه: تفاوت آن با تأخیر پلک در این است که نشانهٔ فون گِـرِفه یک فرایند پویا (دینامیک) است.
- لگفتالموس (Lagophtalmos): به بسته شدن ناکامل پلک‌ها گفته می‌شود.[۳]